# Фаедис
Фаѐдис (на италиански и на фриулски: Faedis; на словенски: Fojda, Фойда) е малко градче и община в Северна Италия, провинция Удине, автономен регион Фриули-Венеция Джулия. Разположено е на 176 m надморска височина. Населението на общината е 3039 души (към 2010 г.).
В някои села в общинската територия се говори и словенският език, заедно с италианския.